# PWS-10
Il PWS-10 fu un aereo da caccia monomotore, monoposto e monoplano in ala alta a parasole, sviluppato dall'azienda aeronautica polacca Podlaska Wytwórnia Samolotów (PWS) nei tardi anni venti.
Il modello ricopre un particolare posto nell'evoluzione dell'aviazione militare in Polonia essendo il primo caccia di sviluppo interamente nazionale ad essere avviato alla produzione in serie e a essere adottato dalla forza aerea polacca.

## Storia del progetto
La fragilità strutturale della velatura e i conseguenti numerosi incidenti occorsi ai caccia biplani SPAD S.61C1 in servizio nei reparti aerei polacchi, convinsero le autorità militari a esortare lo sviluppo di un nuovo modello da caccia strutturalmente più robusto e dotato di motorizzazione dalla maggiore affidabilità.
Per la sua realizzazione venne contattata la Podlaska Wytwórnia Samolotów (PWS) il cui ufficio tecnico, diretto dagli ingegneri Aleksander Grzędzielski e August Bobek-Zdaniewski, nel 1927 iniziò un disegno relativo a un velivolo caratterizzato dalla costruzione in tecnica mista e dalla velatura monoplana ad ala alta a parasole. Visionato il progetto nel 1929, l'azienda ottenne un contratto di fornitura per due prototipi, indicati dall'azienda PWS-10, da avviare a prove di valutazione, il primo dei quali volò per la prima volta nel maggio 1930. Messo a confronto con il contemporaneo PZL P.1, affetto da alcune carenze che costrinsero l'azienda a introdurre delle modifiche nel progetto originale, il PWS-10 pur non eccellendo nelle prestazioni si dimostrò complessivamente più affidabile aggiudicandosi una commissione per 80 esemplari.
Tuttavia, dopo le prime consegne ai reparti, il modello palesò le sue carenze nei confronti dei caccia in linea con le altre aeronautiche militari europee, rivelando una maggiore difficoltà nell'eseguire manovre acrobatiche, essenziali nella concezione del combattimento aereo dell'epoca, carenza si ritiene dovuta ad una moderata efficacia degli alettoni, di superficie non adeguata al modello. Ciò convinse i vertici dell'aviazione militare a richiedere nuovi modelli e a considerare il PWS-10 come caccia di transizione.

## Impiego operativo
Il PWS-10 entrò in servizio con i reparti aerei polacchi a partire dal 1932, assegnati come equipaggiamento delle escadres 122, 131, 132 e 141. A causa delle modeste prestazioni e caratteristiche di volo rimase brevemente in servizio di prima linea, velocemente sostituito dai più efficienti PZL P.7, e riassegnato alla scuola di volo di Dęblin. Gli esemplari rimasero in servizio durante tutto il decennio, con gli ultimi in condizioni di volo, nell'estate 1939 riuniti a Ułęż, arrivati alla soglia della campagna di Polonia.

## Versioni
PWS-10M
designazione originale del modello.
PWS-10
designazione del modello di produzione in serie.
PWS-15
variante caratterizzata da una nuova ala, una sola conversione realizzata da una cellula di PWS-10.

## Utilizzatori
Polonia
- Siły Powietrzne

 Spagna
- Aviación Nacional

### Riviste
- (PL) Andrzej Kołodziejski, PWS-10, in Lotnictwo z Szachownicą, n. 29, Wrocław, Wydawnictwo Sanko, 2008, ISSN 1643-5702 (WC · ACNP).